# Cryptophagus populi
Cryptophagus populi är en skalbaggsart som beskrevs av Gustaf von Paykull 1800. Cryptophagus populi ingår i släktet Cryptophagus, och familjen fuktbaggar. Enligt den finländska rödlistan är arten nära hotad i Finland. Arten är reproducerande i Sverige. Artens livsmiljö är naturlundskogar.